# Flaga Wspólnoty Narodów

Flaga Wspólnoty Narodów

Flaga Wspólnoty Narodów (1976–2013)

Litera "C", powstała ze złotych linii, znaczy Commonwealth, anglojęzyczną nazwę organizacji. Kula ziemska symbolizuje globalny charakter. Liczba linii nie odpowiada liczbie państw członkowskich. Błękit jest tradycyjnym kolorem flag organizacji międzynarodowych, symbolizującym zgodę i daleki zasięg (niebo, wszechocean).
Użyta po raz pierwszy w 1973.